# Werba (gmina w powiecie włodzimierskim)
Werba – dawna gmina wiejska istniejąca do 1939 roku w województwie wołyńskim w Polsce (obecnie na Ukrainie). Siedzibą gminy była Werba.
Pod zaborami w guberni wołyńskiej.
W okresie międzywojennym gmina Werba należała do powiatu włodzimierskiego w województwie wołyńskim II RP. 
1 sierpnia 1925 z gminy wydzielono gromady Białobrzegi, Ryławica, Ostrówek, Fedorówka, Załęże, Zarzecze i Łobaczyn i przyłączono je do gminy miejskiej Włodzimierz tegoż powiatu. 1 października 1933 taka sama zmiana nastąpiła w stosunku do miejscowości: wieś Szystów, folwark Zarzecze (Nowozarzecze), leśniczówka Długa Łoza, kolonia Pomirki, kolonia Handżaba, wieś Poniczów i folwark Poniczów.
9 grudnia 1933 do gminy przyłączono kolonie Aleksandrówka i Sewerynówka z sąsiedniej gminy Korytnica. 
Według stanu z dnia 4 stycznia 1936 roku gmina składała się z 60 gromad. Po wojnie obszar gminy Werba został odłączony od Polski i włączony do Ukraińskiej SRR.